# ケジラミ症

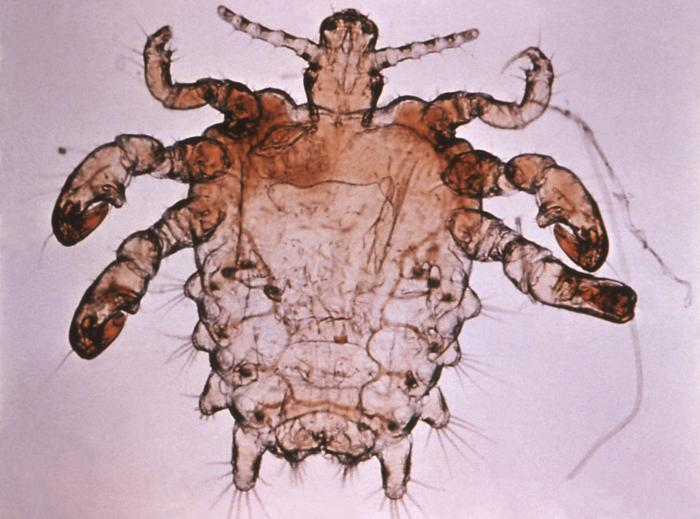
ケジラミ Pthirus pubis

毛じらみ症（けじらみしょう）とは、ケジラミ（毛虱）という吸血昆虫による性感染症である。成虫の大きさは1mm～2mmで肉眼的には、陰毛の毛根にしがみついている時は「シミ」に、陰毛を移動中には「フケ」にしか見えないため、発見には苦労する。成虫は陰毛の毛根にフック状の鈎爪で身体を固定して皮膚から吸血する。卵は陰毛に粘着している。
潜伏期間は1ヶ月から2ヶ月とされている。
なお、感染は保有者との性行為とされ、そのため性感染症扱いされるが、実際には集団で入浴するなどの場合にも感染する例があるようである。

## 症状
陰毛部の異常な痒みである。その痒さは、男女を問わず人前で陰部をかきむしるほどと云われている。 また、吸血した皮膚より出血して下着に血痕が点々と付着するので、血尿を訴えて罹患者が来院することがある。

## 検査
成虫の確認のみである。
痒いと思ったら、陰毛を根元から爪で梳いたり、抜いたりすると根元の卵を採集できる。
紙の上でつぶすと生物的な破裂音がするので卵と確認できる。

## 治療

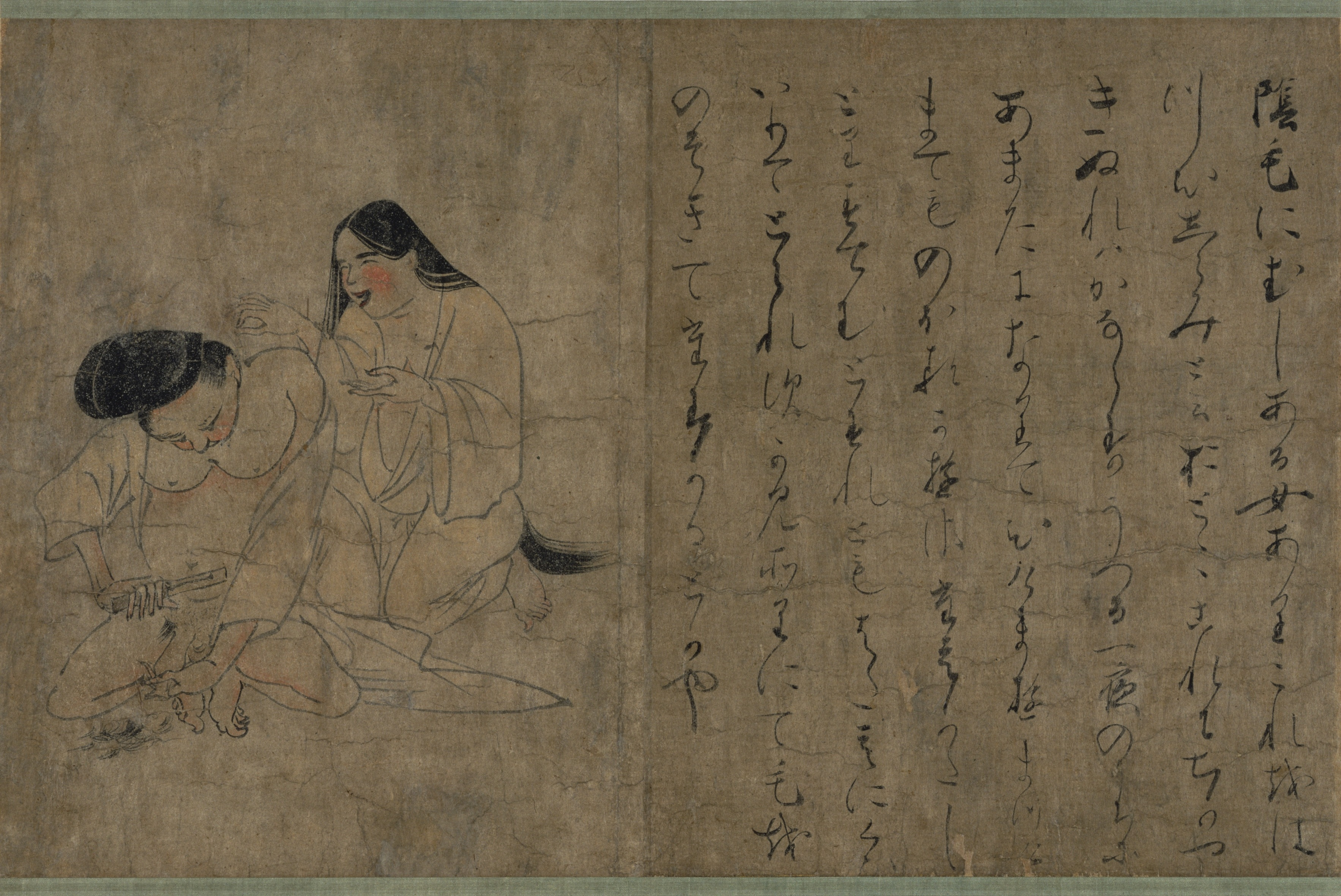
平安時代の絵巻物「病草紙」に描かれた、陰虱（つびじらみ）をうつされた男

1. 剃毛（ていもう）：陰毛を全部剃ること。成虫が生息できない環境にし、卵を陰毛に産み付けられないようにする。何かの事情で剃毛出来ない場合には、次の2つの方法をとる。
2. 櫛でブラッシング：目の細かい櫛で陰毛を丹念にすくことで成虫を除去する。卵は除く事ができない。
3. 殺虫剤：商品名スミスリンパウダーを3日に1回陰毛部に散布して成虫を殺す。2週間（4,5回）続ける。

- 毛を剃るのは伝統的なケジラミへの対処法であり、川柳にも詠われる。

毛虱で　尼と僧正 二人出来